# Jorma Kinnunen
Jorma Kinnunen (Pihtipudas, 1941. december 15. – 2019. július 25.) olimpiai ezüstérmes finn atléta, gerelyhajító.

## Pályafutása
Három olimpián vett részt. Az 1968-as mexikóvárosi olimpián gerelyhajításban ezüstérmet szerzett. 1964-ben és 1972-ben a hatodik helyen végzett. 1969. június 18-án 92,70 m-es eredménnyel új világcsúcsot állított fel Tamperében. Egyben ez volt egyéni legjobb eredménye is.
Fia Kimmo Kinnunen (1968) világbajnok gerelyhajító.

## Sikerei, díjai
- Olimpiai játékok
  - ezüstérmes: 1968, Mexikóváros